# Saarland
Saarland là một tiểu bang ở miền tây-nam của nước Cộng hòa Liên bang Đức có biên giới về phía bắc và phía đông với bang Rheinland-Pfalz cũng như về phía nam với Pháp (giáp vùng Grand Est) và phía tây với Luxembourg (giáp vùng Grevenmacher). Saarland về diện tích là bang nhỏ nhất ở nước Đức, về dân số cũng ít thứ hai Đức sau Bremen.
Cùng với Lothringen, Luxemburg, Rheinland-Pfalz và vùng Wallonie của Bỉ, Saarland lập thành khu vực đô thị Saar-Lor-Lux.
Các ngành công nghiệp quan trọng trong Saarland là công nghiệp ô tô (Ford Motor Company ở Saarlouis), cung cấp phụ tùng ô tô (Robert Bosch GmbH và Michelin ở Homburg), luyện thép (Saarstahl AG và Dillinger Hütte). Công nghiệp sành sứ (Villeroy & Boch) cũng đóng vai trò quan trọng trong Saarland.

## Lịch sử

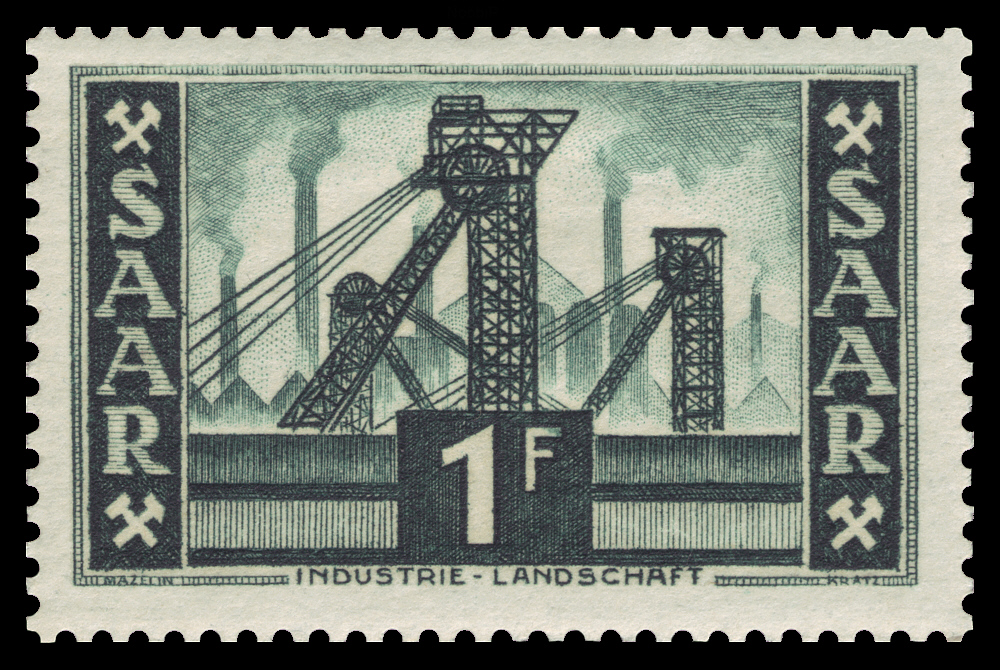
Kỹ nghệ hầm mỏ và thép trên một con tem ở đây vào năm 1953

Saarland là một bang có lịch sử chính trị rất mới, nó được thành lập vào năm 1920 từ những vùng đất thuộc Vương quốc Phổ và Bayern. Trong thế kỷ 19, ngoài ra công quốc Oldenburg (công quốc Birkenfeld) và công quốc Sachsen-Coburg và Gotha (công quốc Lichtenberg) cũng có phần nhỏ những vùng đất, mà bây giờ là Saarland. Ở trong thời kỳ trước Cách mạng Pháp thì bản đồ chính trị vùng này giống như một tấm thảm vá chấp, thuộc quyền cai quản của công quốc Saarbrücken, công quốc Pfalz-Zweibrücken, tuyển hầu quốc Trier và công quốc Lothringen. Điều này có thể nhận ra được trên huy hiệu của bang bây giờ.

## Phân cấp hành chính

### Huyện
Saarland có cả thẩy 6 huyện:
| \| Huyện \| Trung tâm hành chính \| Mã số \| Diện tích theo km² \| Dân số \| \| ---------------------------------------------------- \| -------------------- \| --------------- \| ------------------ \| ------- \| \| (1) Merzig-Wadern \| Merzig \| MZG \| 555,12 \| 103.520 \| \| (2) Neunkirchen \| Ottweiler \| NK (früher OTW) \| 249,21 \| 134.099 \| \| (3) Saarbrücken (huyện) \| Saarbrücken \| SB und VK \| 410,62 \| 326.638 \| \| (4) Saarlouis \| Saarlouis \| SLS \| 459,08 \| 196.611 \| \| (5) Saarpfalz-Kreis1 \| Homburg \| HOM và IGB \| 418,52 \| 144.291 \| \| (6) St.Wendel \| St. Wendel \| WND \| 476,09 \| 89.128 \| \| 1 cho tới 9/7/1989 huyện này gọi là Saar-Pfalz-Kreis \| \| \| \| \| | Karte                |                 |                    |         |
| Huyện | Trung tâm hành chính | Mã số           | Diện tích theo km² | Dân số  |
| (1) Merzig-Wadern | Merzig               | MZG             | 555,12             | 103.520 |
| (2) Neunkirchen | Ottweiler            | NK (früher OTW) | 249,21             | 134.099 |
| (3) Saarbrücken (huyện) | Saarbrücken          | SB und VK       | 410,62             | 326.638 |
| (4) Saarlouis | Saarlouis            | SLS             | 459,08             | 196.611 |
| (5) Saarpfalz-Kreis1 | Homburg              | HOM và IGB      | 418,52             | 144.291 |
| (6) St.Wendel | St. Wendel           | WND             | 476,09             | 89.128  |
| 1 cho tới 9/7/1989 huyện này gọi là Saar-Pfalz-Kreis |                      |                 |                    |         |

### Thành phố và xã trong huyện
| Merzig-Wadern                                                           | Saarpfalz-Kreis                                                                     | Neunkirchen                                                                                        | Saarlouis | St.Wendel                                                                                | Saarbrücken (huyện) |                                  |
| ----------------------------------------------------------------------- | ----------------------------------------------------------------------------------- | -------------------------------------------------------------------------------------------------- | --- | ---------------------------------------------------------------------------------------- | --- | -------------------------------- |
| - Merzig - Wadern - Beckingen - Losheim - Mettlach - Perl - Weiskirchen | - Homburg - Blieskastel - Kirkel - Gersheim - Bexbach - St. Ingbert - Mandelbachtal | - Neunkirchen - Ottweiler - Eppelborn - Illingen - Merchweiler - Schiffweiler - Spiesen-Elversberg | - Saarlouis - Lebach - Dillingen - Bous - Ensdorf - Nalbach - Rehlingen-Siersburg - Saarwellingen - Schmelz - Schwalbach - Überherrn - Wadgassen - Wallerfangen | - St.Wendel - Freisen - Marpingen - Namborn - Nohfelden - Nonnweiler - Oberthal - Tholey | - Saarbrücken - Friedrichsthal - Püttlingen - Sulzbach/Saar - Völklingen - Großrosseln - Heusweiler - Kleinblittersdorf - Quierschied - Riegelsberg | vàng = thành phố, blassgelb = xã |

Các thành phố được in đậm.